# Doddington (Schiff)
Die Doddington war ein britischer Ostindienfahrer.
Sie reiste in den Jahren von 1748 bis 1749 von den Downs nach Bombay und China. In den Jahren 1752–54 reiste sie nach Bombay und Mokka. Am 22. April 1755 reiste sie von Dover nach Fort St. George in Indien. Auf dem Rückweg von Indien lief sie am 17. Juli 1755 am Doddington Rock der Bird-Island-Inselgruppe auf Grund und sank. 247 Menschen starben, nur 23 überlebten das Unglück. Sie lebten sieben Monate lang auf der nordöstlich des Felsens gelegenen Bird Island, bevor der Zimmermann ein Boot fertig gebaut hatte, mit dem die Gruppe die Insel verlassen konnte.